# Colasidia angusticollis
Colasidia angusticollis is een keversoort uit de familie van de loopkevers (Carabidae). De wetenschappelijke naam van de soort werd voor het eerst geldig gepubliceerd in 1988 door Martin Baehr.